# Katarina Kozarov
Katarina Kozarov (serbisch-kyrillisch Катарина Козаров; * 1. Mai 1998) ist eine serbische Tennisspielerin.

## Karriere
Kozarov spielt bislang vorrangig auf der ITF Women’s World Tennis Tour, wo sie bislang zwei Titel im Einzel und vier im Doppel gewinnen konnte.

## Turniersiege

### Einzel
| Nr. | Datum         | Turnier          | Kategorie | Belag     | Finalgegnerin           | Ergebnis |
| --- | ------------- | ---------------- | --------- | --------- | ----------------------- | -------- |
| 1.  | 26. Juni 2022 | Colorado Springs | ITF W15   | Hartplatz | Veronica Miroshnichenko | 6:3, 6:4 |
| 2.  | 18. Juni 2023 | Colorado Springs | ITF W25   | Hartplatz | Allie Kiick             | 6:3, 6:1 |

### Doppel
| Nr. | Datum              | Turnier    | Kategorie | Belag     | Partnerin               | Finalgegnerinnen                      | Ergebnis           |
| --- | ------------------ | ---------- | --------- | --------- | ----------------------- | ------------------------------------- | ------------------ |
| 1.  | 31. Juli 2021      | Monastir   | ITF W15   | Hartplatz | Lauren Proctor          | Anastasia Nefedova Angelica Raggi     | 6:1, 3:6, [10:5]   |
| 2.  | 24. September 2022 | Lubbock    | ITF W15   | Hartplatz | Veronica Miroshnichenko | Hsu Chieh-yu Marija Kononowa          | 6:1, 4:6, [11:9]   |
| 3.  | 22. Oktober 2022   | Fort Worth | ITF W25   | Hartplatz | Marija Kosyrewa         | Maribella Zamarripa Allura Zamarripa  | 6:4, 6:712, [10:7] |
| 4.  | 3. Juni 2023       | Yecla      | ITF W25   | Hartplatz | Georgina García Pérez   | Nicole Fossa Huergo Matilda Mutavdzic | 6:3, 6:4           |